# Enciclopedia

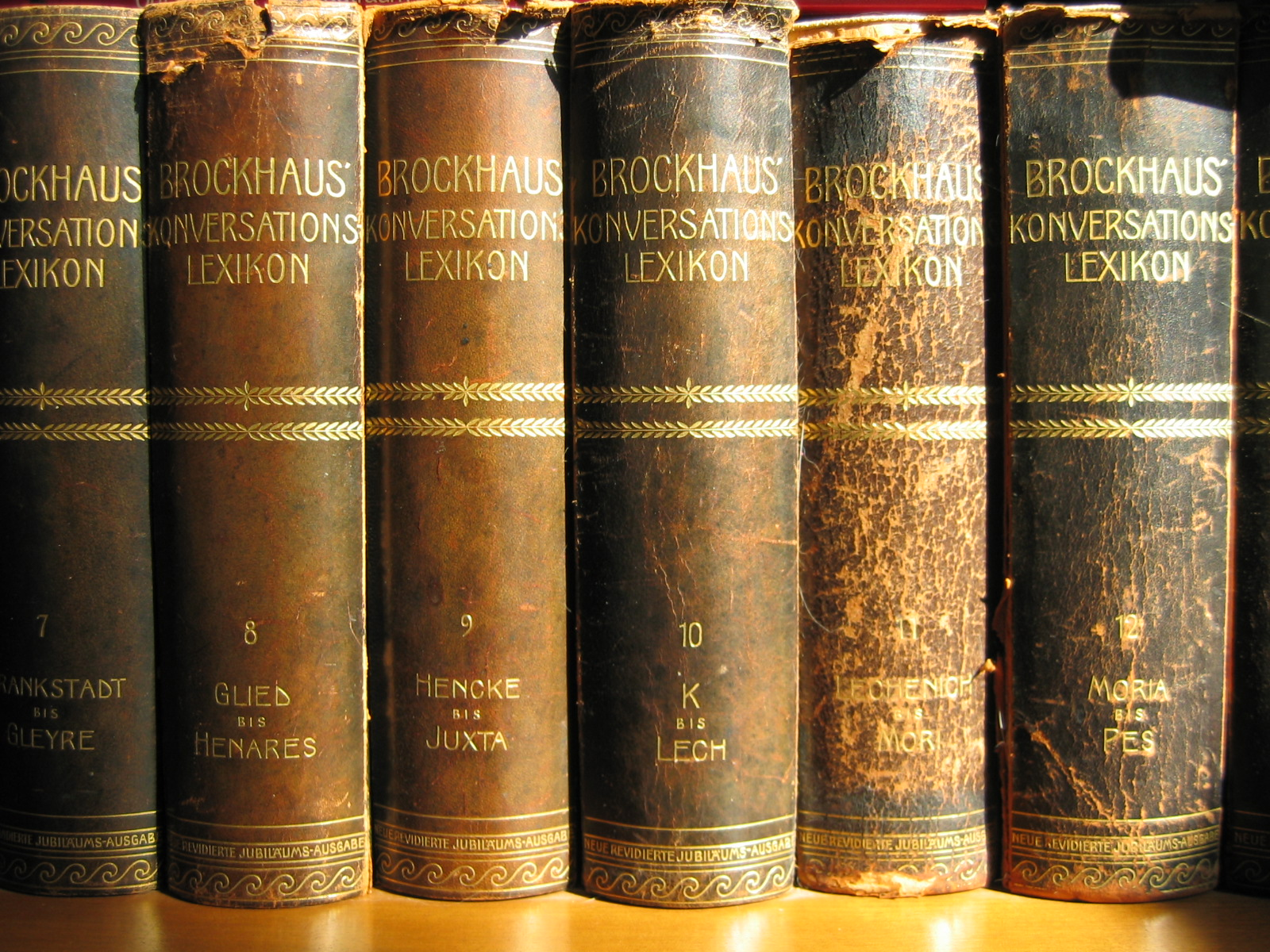
Alcuni dei volumi del Brockhaus Konversations-Lexikon, 1902

L'enciclopedia è un'opera letteraria di consultazione che raccoglie voci informative o critiche «secondo un sistema logico, o anche sotto forma di voci singole distribuite in ordine alfabetico», riguardanti l'intero campo della conoscenza umana o un suo determinato ambito.
Il termine latino rinascimentale encyclopædia deriva dall'espressione greca di Plinio il Vecchio ἐγκύκλιος παιδεία (enkýklios paidéia), letteralmente "istruzione circolare", ossia completa, in grado di comprendere tutte le discipline. Tale espressione fu successivamente ripresa in latino da Quintiliano nella Institutio oratoria e compare nel senso moderno del termine per la prima volta nella Encyclopaedia Cursus Philosophici septem tomis distincta (1630) di Johann Heinrich Alsted.
Le opere enciclopediche esistono da circa 2 000 anni: la più antica che si è tramandata, la Naturalis historia, fu scritta nel I secolo da Plinio il Vecchio. L'enciclopedia moderna si è evoluta dai dizionari intorno al XVII secolo. La più nota e importante fra le prime enciclopedie della Storia è l'Encyclopédie di Diderot e d'Alembert, pubblicata a Parigi nella seconda metà del XVIII secolo.
Storicamente, alcune enciclopedie erano contenute in un singolo volume, ma, successivamente, alcune divennero enormi opere in numerosi volumi, come l'Enciclopedia Britannica o la più voluminosa, l'Enciclopedia universal ilustrada europeo-americana. Alcune moderne enciclopedie, come Wikipedia, che è la più diffusa, sono digitali e liberamente disponibili.

## Etimologia
La parola "enciclopedia" viene dal greco, ma la forma ἐγκυκλοπαιδεία (enkyklopaidéia) non esiste nel linguaggio classico, che ha solo l'espressione ἐγκύκλιος παιδεία (Strabone, Plutarco, Ateneo; letteralmente: "educazione che abbraccia l'intero ciclo", cioè "insieme di dottrine che formano un'educazione completa"); e Plutarco, in questo senso, adopera anche l'espressione τὰ ἐγκύκλια (ta enkýklia). Tra i Latini, Vitruvio traduce solo a metà l'espressione greca e parla di encyclios disciplina (I, 1 e VI, pref.), mentre Plinio e Quintiliano (I, 10) usano le parole greche. Quel che si riteneva formasse il ciclo completo della cultura variò, naturalmente, coi tempi. Giovanni Zonara (sec. XI) spiega il senso della parola ἐγκύκλιος: "la grammatica, la poetica, la retorica, la filosofia, la matematica e semplicemente ogni arte e scienza, perché i dotti le percorrono come un circolo" e Giovanni Tzetzes (sec. XII), citando le Vitae Philosophorum di Porfirio (III secolo d.C.) dice che τὰ ἐγκύκλια μαϑήματα (ta enkýklia mathèmata) sono la grammatica, la retorica e la poetica e le quattro arti subordinate: aritmetica, musica, geometria e astronomia (Chil., XI, 257); cioè le sette discipline del Trivio e Quadrivio medievali.
Sembra che il primo tra i moderni a usare la parola enciclopedia sia stato in Inghilterra sir Thomas Elyot in The Governour (Londra 1531). Come titolo di un libro, la parola enciclopedia sotto la forma κυκλοπαιδεία - rimasta viva nell'inglese - si trova per la prima volta sul frontespizio delle opere dell'umanista fiammingo Joachim Sterck van Ringelbergh, edizione di Basilea 1541: Lucubrationes vel potius absolutissima κυκλοπαιδεία. Del pari a Basilea, nel 1559, pubblicò un'opera intitolata Encyclopediae seu Orbis disciplinarum... epistemon il teologo croato Paolo Skalić di Lika, ma il vero autore del significato moderno di enciclopedia è Johann Heinrich Alsted.
In Italia il primo lessicografo che registri la voce enciclopedia, nel senso di "dottrina universale" è Gian Pietro Bergantini nella sua opera Voci italiane d'autori approvati dalla Crusca, nel vocabolario d'essa non registrate (Venezia 1745), sulla fede delle Lettere (Venezia 1608) del cassinese D. Angelo Grillo, delle Prediche dette nel Palazzo Apostolico (Roma 1659-74) del padre Giovanni Paolo Oliva, che fu l'undicesimo preposito generale della Compagnia di Gesù, e poi di Benedetto Fioretti e del cardinal Pietro Sforza Pallavicino. Il primo a registrare che enciclopedia "nell'uso si dice per dizionario enciclopedico" è l'abate Francesco Alberti di Villanova (Dizionario universale enciclopedico della lingua italiana, Lucca 1797-1805); ma già Diderot e D'Alembert avevano pubblicato la Encyclopédie, e attraverso l'uso francese il nuovo significato era penetrato in Italia.

## Storia

### Prime opere enciclopediche

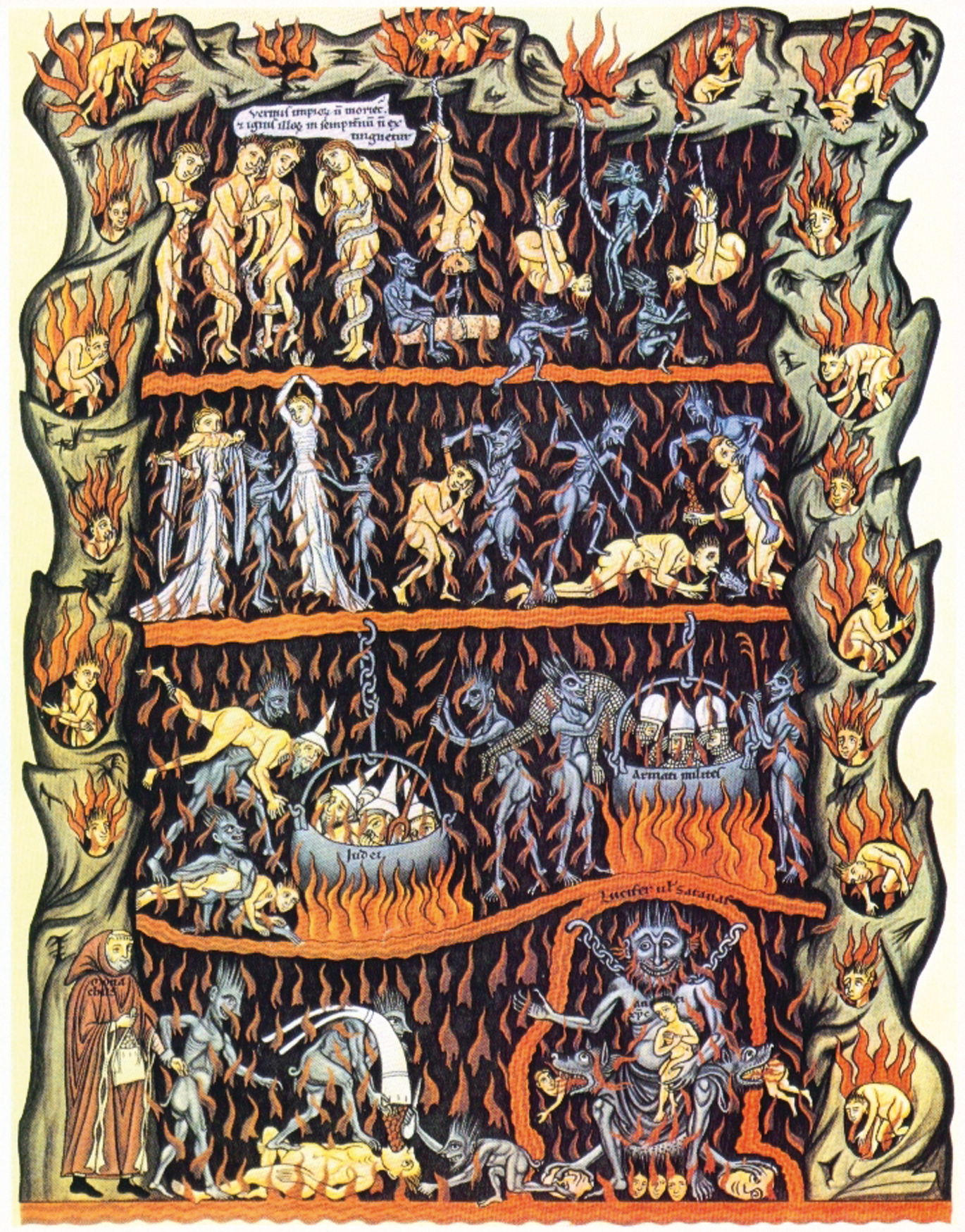
Rappresentazione dell'Inferno nell'Hortus Deliciarum

L'essere umano ha svolto attività enciclopedica, intesa come sforzo per dare forma sistematica alle proprie conoscenze, per gran parte della sua storia, almeno da quando si è affermato il pensiero razionale e scientifico a scapito delle descrizioni a carattere epico e religioso. Questo passaggio si individua generalmente nell'antica Grecia.
Spesso si indica in Aristotele il primo enciclopedista, poiché egli, oltre a fondare filosoficamente tutti i rami del sapere, ha anche accumulato molte informazioni, soprattutto di carattere naturalistico, ma anche sociale, come la descrizione delle costituzioni delle città greche. Non si limitò ad un lavoro meramente nozionistico e descrittivo-contemplativo, ma si spinse a una comparazione di diritto, usi, costumi e tradizioni, traendone teorie storiche e giudizi di valore, per stabilire un ordine sociale del regno umano in tutto conforme all'ordine (divino e) naturale degli altri regni esistenti.
Certamente l'opera di Aristotele è stata la più completa della Grecia classica, tuttavia la strutturazione di tutti i rami del sapere fu il fine al quale tesero quasi tutti gli altri filosofi antichi.
Fra gli altri autori versatili del mondo greco si deve citare almeno Eraclide Pontico.
In ambito romano si considera che la prima opera enciclopedica siano i Libri ad Marcum filium di Catone il Censore. L'erudito romano per antonomasia fu Marco Terenzio Varrone, le cui opere ebbero carattere enciclopedico, le Antiquitates e soprattutto i Disciplinarum libri IX, opera perduta e di cui sono rimasti solo frammenti: tuttavia queste opere sono andate perdute e ne rimangono solo frammenti citati da altri autori antichi. Perciò tra gli enciclopedisti romani il più importante è di fatto Plinio il Vecchio (I secolo), che scrisse la Naturalis historia (lett. "la storia naturale", ma anche "Osservazione della natura"), una descrizione in trentasette volumi del mondo della natura che rimase estremamente popolare nell'Europa occidentale per gran parte del Medioevo e fu la base di molte successive enciclopedie. Altri compilatori romani furono Aulo Cornelio Celso e Gaio Giulio Solino.

### Dal Medio Evo al Rinascimento
Nel periodo medioevale era particolarmente apprezzato organizzare le nozioni: tipiche le raccolte, le summae, i trésors. Nell'età antica e medioevale tipicamente si è concepita la realtà come un insieme finito e quindi interamente descrivibile. È solo in epoca moderna che si inizia a pensare al sapere possibile sulla base dei nuovi metodi di ricerca o più semplicemente al sapere esistente.

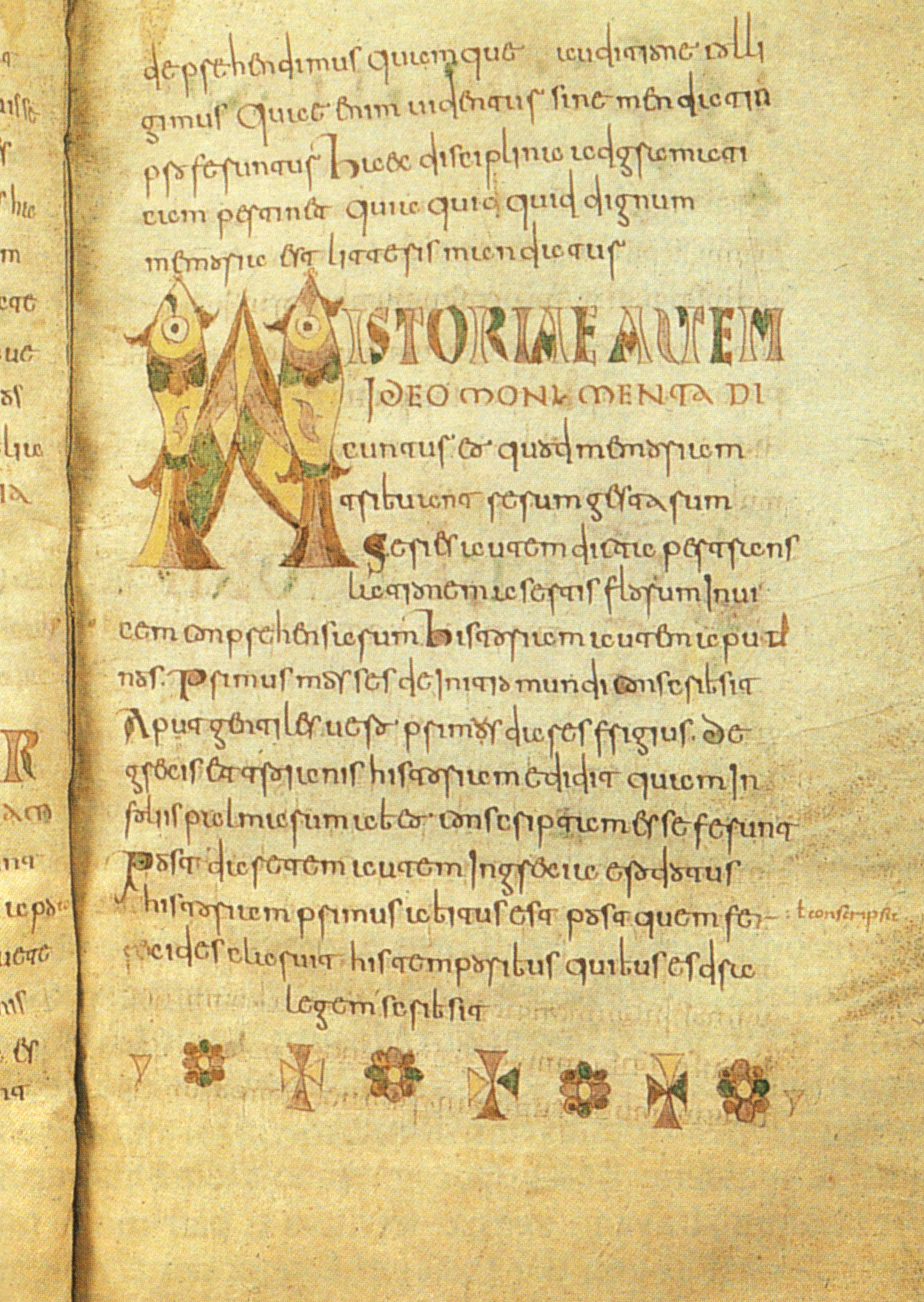
Manoscritto delle Etymologiae di Isidoro di Siviglia

Notevole influsso sul pensiero medievale ebbe il trattato De nuptiis Philologiae et Mercurii ("Delle nozze della Filologia con Mercurio") scritto da Marziano Capella in età tardo-romana (IV-V secolo), che, con la sua classificazione delle sette arti liberali (del "trivio" e del "quadrivio") costituisce una specie di enciclopedia dell'erudizione classica.
La prima enciclopedia dell'era cristiana furono le Istituzioni di Cassiodoro (560) che ispirarono l'Etymologiae o Origines (636) di Isidoro di Siviglia, la quale divenne l'opera enciclopedica più influente dell'alto Medioevo. Queste opere servirono, a loro volta, come base alle compilazioni redatte intorno all'830 da Rabano Mauro, la più famosa delle quali è il De universo o De rerum naturis.
Le enciclopedie bizantine erano compendi di notizie relativi sia alla Grecia antica sia a quella bizantina. La Biblioteca del patriarca Fozio I di Costantinopoli (IX secolo) fu la prima opera bizantina che si potesse chiamare enciclopedia. Ma la più importante enciclopedia bizantina è considerato il lessico Suda, di autore forse omonimo, redatto intorno al 1000. Sotto la Dinastia macedone ci fu un fiorire dell'enciclopedismo bizantino che portò alla stesura di una vera e propria enciclopedia del sapere agronomico chiamato Geoponica, significativamente attribuito allo stesso imperatore Costantino VII Porfirogenito.
Fra le prime enciclopedie dell'Occidente basso medioevale fu il Didascalicon di Ugo di San Vittore; elaborato in ambiente monastico, ebbe tuttavia larga diffusione anche nelle scuole cittadine. Questo fatto e la complessità della tematica presente su questa opera, fanno riflettere sulla simbiosi fra i due poli di cultura (da una parte la campagna con il monastero, dall'altra la città con la cattedrale) che talvolta vengono contrapposti in modo troppo drastico e semplificatorio.
L'opera più importante dell'inizio del basso medioevo fu tuttavia l'Imago mundi di Onorio Augustodunense, scritta verso il 1110: trattava di geografia, astrologia, astronomia e storia e fu tradotta in francese, italiano e spagnolo.

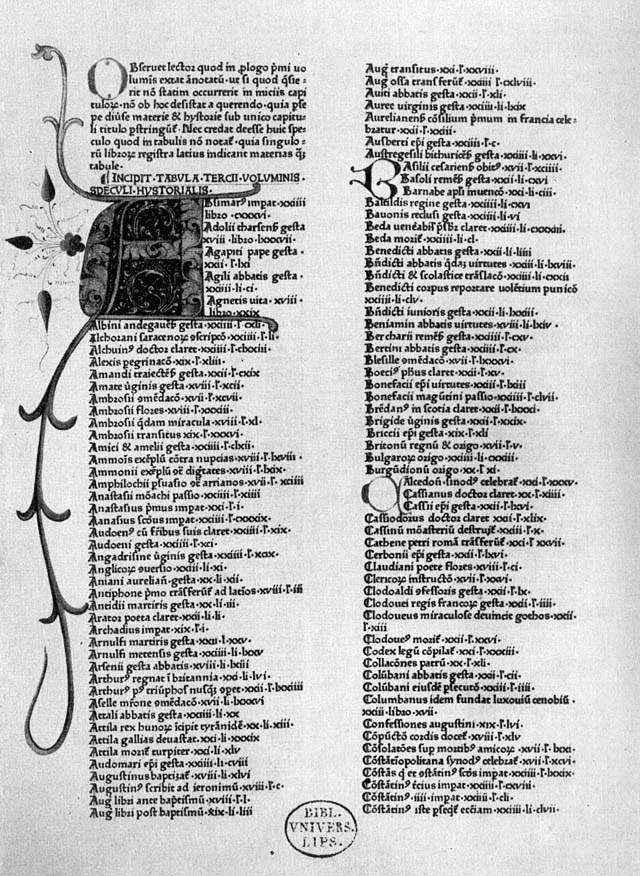
Lo Speculum maius di Vincenzo di Beauvais

Fra le enciclopedie più popolari del basso Medioevo si ricordano il De natura rerum (o Liber de natura rerum) (1246) di Thomas de Cantimpré e il De proprietatibus rerum (1240) di Bartolomeo Anglico che fu tradotto in mantovano all'inizio del Trecento. Il Liber floridus (1120) di Lambert de Saint-Omer e l'Hortus deliciarum (1175) di Errada di Landsberg sono famosi soprattutto per le illustrazioni. L'opera più ambiziosa e completa di questo periodo fu tuttavia lo Speculum maius (1260) di Vincenzo di Beauvais, con più di tre milioni di parole. Di pochi anni successiva allo Speculum maius è la prima enciclopedia in lingua volgare, ovvero Li livres duo Trésor scritto in francese dal fiorentino Brunetto Latini. Essa era in effetti una riduzione dello Speculum ad uso delle classi mercantili che non conoscevano il latino.
Tra le prime raccolte arabo-musulmane del sapere nel Medioevo vi sono numerose opere onnicomprensive e un certo sviluppo di quelli che oggi si chiamano metodo scientifico, metodo storiografico e riferimenti. Tra le opere più ricordate vi sono l'Enciclopedia dei Fratelli della Purezza (al-Risāla al-Jāmiʿa, 52 volumi), d'impianto ismailiteggiante, un'enciclopedia della scienza di Abu Bakr al-Razi, la prolifica produzione del mutazilita al-Kindi (di circa 270 libri) e due opere di Avicenna: Il libro della guarigione e Il canone della medicina, il secondo adottato come standard per secoli nell'insegnamento della medicina anche in Europa. Vanno ricordate inoltre le opere di storia universale (o sociologia) degli Ashariti, al-Ṭabarī, al-Masʿūdī, Ibn Rusta, Ibn al-Athir e Ibn Khaldun, la cui Muqaddima (i "Prolegomeni" a quella che si proponeva di essere una "storia universale") contiene avvertenze sull'affidabilità dei resoconti scritti che rimangono applicabili fino ai giorni nostri. Questi studiosi ebbero un'incalcolabile influenza sui metodi di ricerca e di stesura, dovuti in parte alla pratica islamica dell'isnād che enfatizzava la fedeltà ai resoconti scritti, la verifica delle fonti e l'indagine critica.

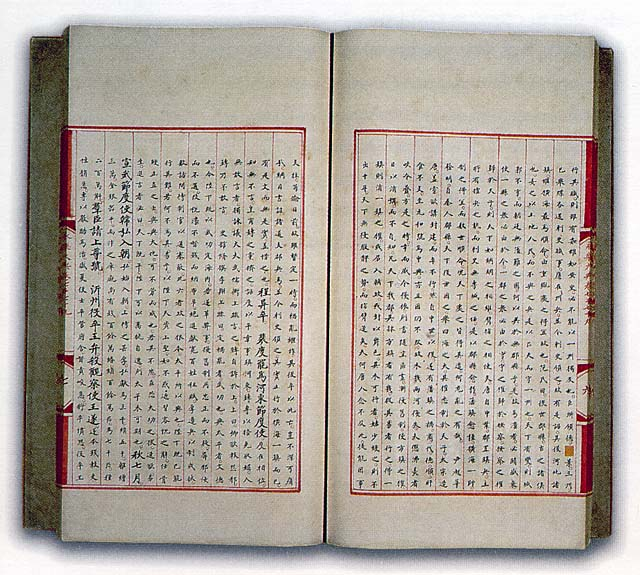
Manoscritto facente parte dell'Enciclopedia Yongle (circa 1403), una delle più estese opere enciclopediche della storia.

L'enorme opera Quattro libri dei Sung, redatta nell'XI secolo sotto la Dinastia Song (960–1279), è la raccolta delle prime grandi enciclopedie cinesi, la quarta delle quali, intitolata Primo guscio di tartaruga dell'Archivio, è composta da 9,4 milioni di ideogrammi raccolti in 1 000 volumi. Nella stessa epoca visse il grande scienziato e statista Shen Kuo (1031–1095) che nel 1088 scrisse l'enciclopedia Mengxi bitan.
L'imperatore cinese Yongle della dinastia Ming soprintese alla compilazione dell'Enciclopedia Yongle, una delle più estese enciclopedie della storia, che fu completata nel 1408 e comprendeva oltre 370 milioni di caratteri cinesi in 11 000 volumi manoscritti, dei quali 400 circa sono sopravvissuti fino ad oggi. Sotto la successiva dinastia Qing l'imperatore Qianlong compose personalmente 40 000 poesie come parte di una biblioteca di 4,7 milioni di pagine in 4 divisioni, compresi migliaia di saggi, chiamata lo Siku Quanshu che è probabilmente la più grande collezione di libri della storia. È istruttivo comparare il suo titolo per questo sapere, Guardando le onde in un Mare Sacro, ad un titolo in stile occidentale per tutta la conoscenza.
È nota l'esistenza di opere enciclopediche in Giappone dal IX secolo, sia come imitazione di enciclopedie cinesi, che come opere originali.
Questi libri erano tutti copiati a mano e pertanto erano estremamente costosi. Conseguentemente erano scarsamente diffusi, generalmente appartenevano ad istituzioni: sovrani, cattedrali, conventi, monasteri. Di qui derivava anche la loro impostazione: erano scritti generalmente per coloro che dovevano estenderne il sapere, piuttosto che per coloro che le dovevano consultare (con qualche eccezione nel campo della medicina).
Nel Rinascimento si introdussero due cambiamenti che avvicinarono molto le enciclopedie a quelle attualmente conosciute. Innanzitutto l'invenzione della stampa permise una diffusione assai maggiore. In particolare ogni intellettuale adesso poteva possedere una copia personale.
La prima enciclopedia rinascimentale è spesso indicata nel De expetendis et fugiendis rebus di Giorgio Valla, pubblicata postuma nel 1501 dalla tipografia di Aldo Manuzio; in questa l'autore non si limitò a compilare nozioni desunte dai suoi studi e ripartite in trattazioni sistematiche, ma inserì anche numerose traduzioni da opere antiche. Dei 49 libri dell'opera, 19 trattavano di matematica. L'opera era organizzata secondo lo schema delle arti liberali, integrato da alcune altre discipline.
La Margarita philosophica scritta dal certosino tedesco Gregor Reisch e stampata nel 1503, era una tipica enciclopedia rinascimentale, ordinata secondo il modello delle sette arti liberali. Probabilmente fu la prima enciclopedia espressamente concepita per essere stampata.

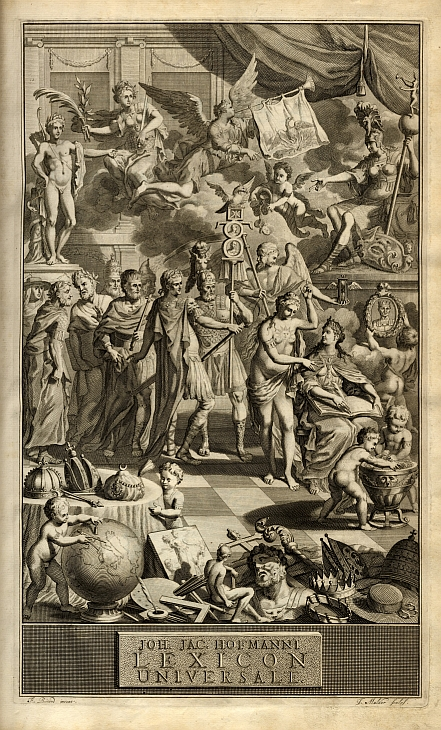
Frontespizio del Lexicon Universale

Nei successivi due secoli furono pubblicate molte altre opere di compilazione erudita. Alcune di esse portavano, per la prima volta - e questo è il secondo cambiamento - il titolo di Enciclopedia. Questo termine era stato coniato dagli umanisti per significare lo "insieme completo delle conoscenze". In realtà si trattava di una lettura errata delle loro copie dei testi di Plinio e soprattutto di Quintiliano, che univa le due parole greche enkyklios paideia in una sola. La prima opera con questo titolo è la Encyclopedia orbisque doctrinarum, hoc est omnium artium, scientiarum, ipsius philosophiae index ac divisio scritta da Giovanni Aventino nel 1517, seguita dalle Lucubrationes vel potius absolutissima kyklopaideia di Joachimus Fortius Ringelbergius del 1541 e dalla Encyclopedia seu orbis disciplinarum tam sacrarum quam prophanarum epistemon di Pavao Skalić del 1559.
Tuttavia, la più completa enciclopedia del Rinascimento è considerata la Encyclopaedia septem tomis distincta in sette volumi pubblicata nel 1630 da Johann Heinrich Alsted.
In ambito britannico il medico e filosofo inglese sir Thomas Browne utilizzò specificamente il termine encyclopaedia nel 1646 nella prefazione al lettore per descrivere la sua opera Pseudodoxia Epidemica o Errori volgari, una serie di confutazioni di errori comuni della sua epoca. Browne strutturò la sua enciclopedia sullo schema collaudato di quelle del Rinascimento, la cosiddetta "scala della creazione", che ascende una scala gerarchica attraverso il mondo minerale, vegetale, animale, umano, planetario e cosmologico. Il compendio di Browne passò attraverso non meno di cinque edizioni, ognuna rivista e incrementata; l'ultima edizione apparve nel 1672. Le Pseudodoxia Epidemica furono tradotte in francese, olandese, tedesco e latino.
Spesso viene considerata quale ultima enciclopedia umanistica il Lexicon Universale di Johann Jacob Hofmann pubblicato in due edizioni, la prima nel 1677 e la seconda nel 1698. Si tratta in effetti di un'opera a cavallo di due epoche, in quanto da un lato è ancora scritta in latino, dall'altro segue già l'ordine alfabetico.

### Settecento

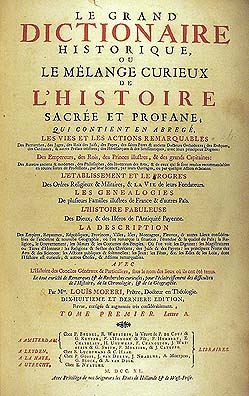
Frontespizio de Le grand Dictionnaire historique, di Moréri

L'ultimo passaggio verso la forma dell'enciclopedie come le conosciamo oggi fu l'affermazione dell'organizzazione degli argomenti secondo l'ordine alfabetico. In questo senso le enciclopedie del Settecento non derivarono direttamente da quelle rinascimentali, che seguivano ancora un ordinamento per materie (come le sette arti liberali o la "scala della creazione"). Le enciclopedie moderne furono piuttosto lo sviluppo e l'ampliamento dei dizionari specialistici, scritti in lingua moderna a partire dalla fine del Seicento, e destinati ad un pubblico meno colto di quello delle enciclopedie. Queste opere avevano la forma e il nome di dizionari. In realtà esse approfondivano le voci ad un livello che potremmo definire di un "dizionario enciclopedico".
Le grand dictionaire historique di Louis Moréri fu pubblicato nel 1674. Nel 1690 apparve postumo a Rotterdam il Dictionnaire universel des arts et des sciences di Antoine Furetière. Sette anni dopo fu edito il Dictionnaire historique et critique di Pierre Bayle. Nel 1704 l'inglese John Harris pubblicò il Lexicon technicum in lingua inglese, nel quale non si spiegavano solo i termini utilizzati nelle arti e nelle scienze, ma anche le stesse arti e scienze. Isaac Newton vi contribuì con il suo unico testo pubblicato relativo alla chimica. Nel 1721 apparve l'Allgemeines lexikon der Künste und Wißenschaften di Johann Theodor Jablonski.
Nel corso del Settecento iniziò a sentirsi l'esigenza di grandi opere in varie decine di volumi che potessero descrivere tutto il sapere. Quasi tutte ripresero il titolo rinascimentale di Enciclopedia.
La prima enciclopedia generale a stampa ordinata alfabeticamente apparve all'inizio del Settecento. Si trattava della Biblioteca universale sacro-profana del francescano Vincenzo Maria Coronelli, di cui furono pubblicati (a Venezia) solo i primi sette dei ben 45 volumi progettati. Di tale opera non rimangono che alcuni volumi sparsi nelle biblioteche europee.
Analogamente fra il 1731 e il 1750 vide la luce il Großes vollständiges Universallexikon aller Künste und Wißenschaften in 64 volumi, attribuito a Johann Heinrich Zedler. Queste due opere, tuttavia, non furono molto originali.

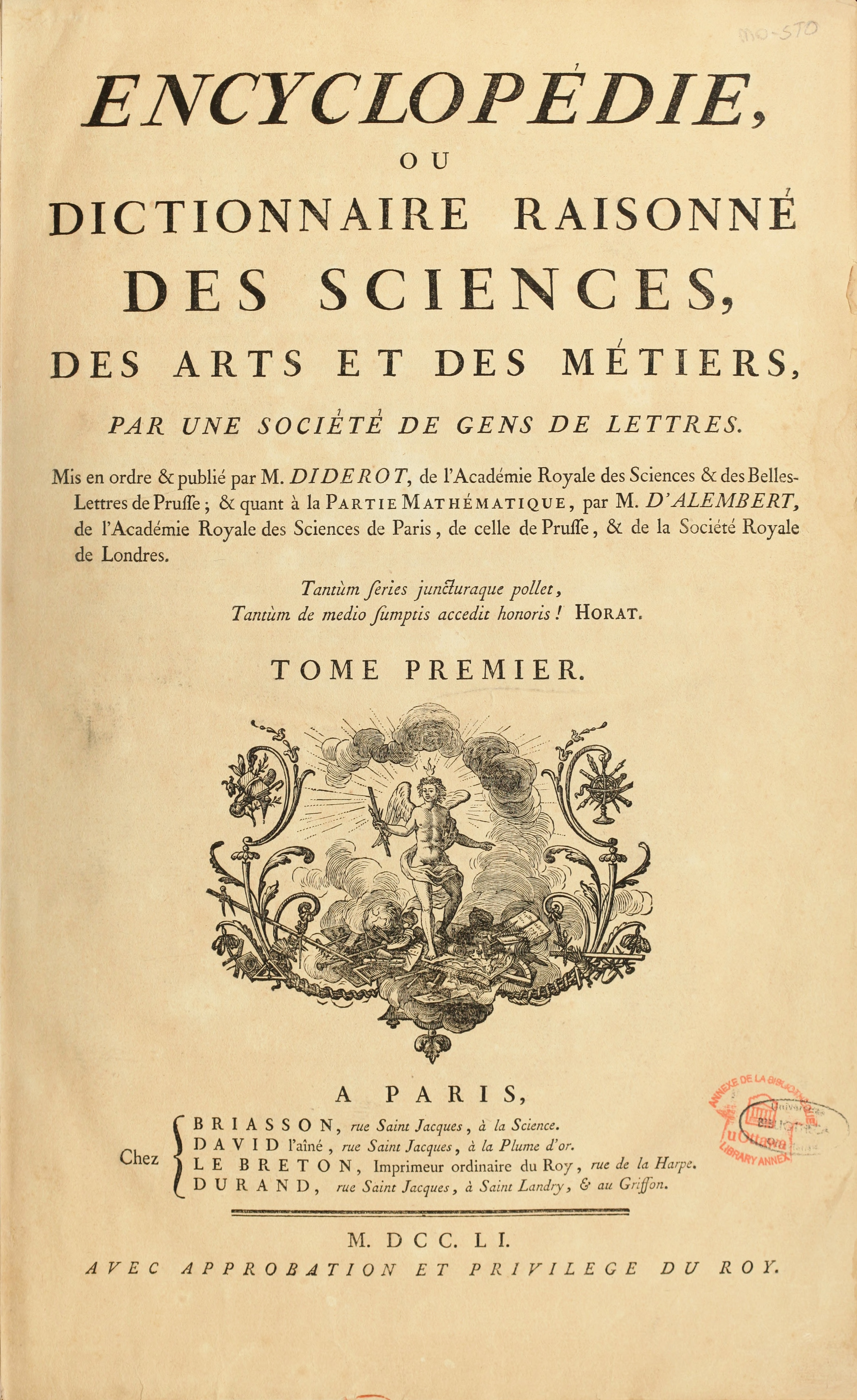
Frontespizio della prima edizione dell'Encyclopédie

Zedler fu accusato di plagio. A Lipsia e ad Halle, egli aveva pubblicato la più monumentale enciclopedia in lingua tedesca del XVIII secolo. Per la prima volta, furono integrate le biografie di personalità illustri e di artisti viventi. I soggetti tematici coperti dall'enciclopedia universale comprendevano anche argomenti di interesse quotidiano, come l'artigianato, le pulizie o il commercio, trattati con la medesima dignità dei contenuti prettamente più scientifici. Fu uno dei primi testi enciclopedici ad ottenere il privilegio reale, un'efficace forma di tutela del diritto d'autore contemplata all'epoca, in un'area geografica la cui estensione comprendeva il Regno di Prussia, la Francia, l'odierna Russia europea. 
Dal punto di vista organizzativo, fu la prima enciclopedia a suddividere i contenuti fra i vari redattori e contributori a vario titolo, non per ordine di lettera, ma per argomento, secondo le rispettive competenze specialistiche di ciascuno. Da un certo momento in poi, parte delle voci fu inviata dagli autori all'editore in modo anonimo, una modalità innovativa per quel tempo. Anche il finanziamento dell'opera risulta originale per la scelta di vendere di alcuni volumi ad una lotteria, piuttosto che per la prenotazione delle copie conclusa prima ancora che fosse completata la stesura della serie, anticipando in qualche modo il moderno crowdsourcing. Tale modello di business consentiva di verificare il reale interesse di pubblico per l'opera e la sua fattibilità economica, avendo disponibilità liquide adeguate a pareggiare i costi fissi prima della loro manifestazione temporale.
Maggiore successo ebbe la Cyclopaedia (o Dizionario universale delle arti e delle scienze) pubblicata da Ephraim Chambers nel 1728. Si trattava di un dizionario enciclopedico in due volumi. Tuttavia, esso conteneva un'ampia gamma di voci, era organizzato alfabeticamente, si affidava al contributo di molti autori e comprendeva l'innovazione di inserire riferimenti incrociati tra le sezioni all'interno delle voci. Per questo Chambers è considerato il padre dell'enciclopedia moderna. La Cyclopedia divenne il modello di ogni successiva enciclopedia, in quanto fu tradotta e imitata. La traduzione italiana apparve a Napoli nel 1747.
Strette, seppure prudenti, furono le relazioni del movimento enciclopedico con l'Illuminismo, con lo spirito di apertura alla conoscenza, all'istruzione, alla consapevolezza della varietà e relatività dei punti di vista, pur nell'universalità della ragione e della natura umana.
Inizialmente era stato concepito come traduzione francese del lavoro di Chambers anche il Dizionario ragionato delle scienze, delle arti e dei mestieri, universalmente noto come Encyclopédie, pubblicato a Parigi a partire dal 1751. Quest'opera è certamente la più nota e importante delle prime enciclopedie, notevole per la sua vastità, per la qualità di alcuni contributi e soprattutto per il suo impatto politico e culturale negli anni che condussero alla Rivoluzione francese. L'ambizioso progetto era stato affidato a Denis Diderot con la collaborazione dei più prestigiosi intellettuali del tempo (Voltaire, d'Alembert, Rousseau, Quesnay ecc.); tuttavia l'opera, accanto ai contributi dei maggiori pensatori francesi dell'epoca, dedicava molto spazio alle informazioni di tipo tecnico, relative alle diverse attività produttive.
L'Encyclopédie, edita da d'Alembert e Diderot, fu pubblicata in 17 volumi di voci (distribuiti dal 1751 al 1765) e 11 volumi di illustrazioni (distribuiti dal 1762 al 1772). Cinque volumi di materiale supplementare e due volumi d'indici, sotto la supervisione di altri editori, furono distribuiti dal 1776 al 1780 da Charles-Joseph Panckoucke di Parigi. Dell'Encyclopédie furono successivamente stampate altre quattro edizioni, di cui due in Italia: quella del 1758-1776 a Lucca e quella del 1770-1778 a Livorno.
L'Encyclopédie a sua volta ispirò la Encyclopædia Britannica, che ebbe inizi modesti a Edimburgo: la prima edizione, distribuita tra il 1768 e il 1771, era composta di appena tre volumi completati affrettatamente – A-B, C-L e M-Z – per un totale di 2 391 pagine. Nel 1797, quando fu completata la terza edizione, era stata espansa a 18 volumi che si occupavano di un'ampia gamma di argomenti, con voci fornite da un insieme di autorità nel loro campo.

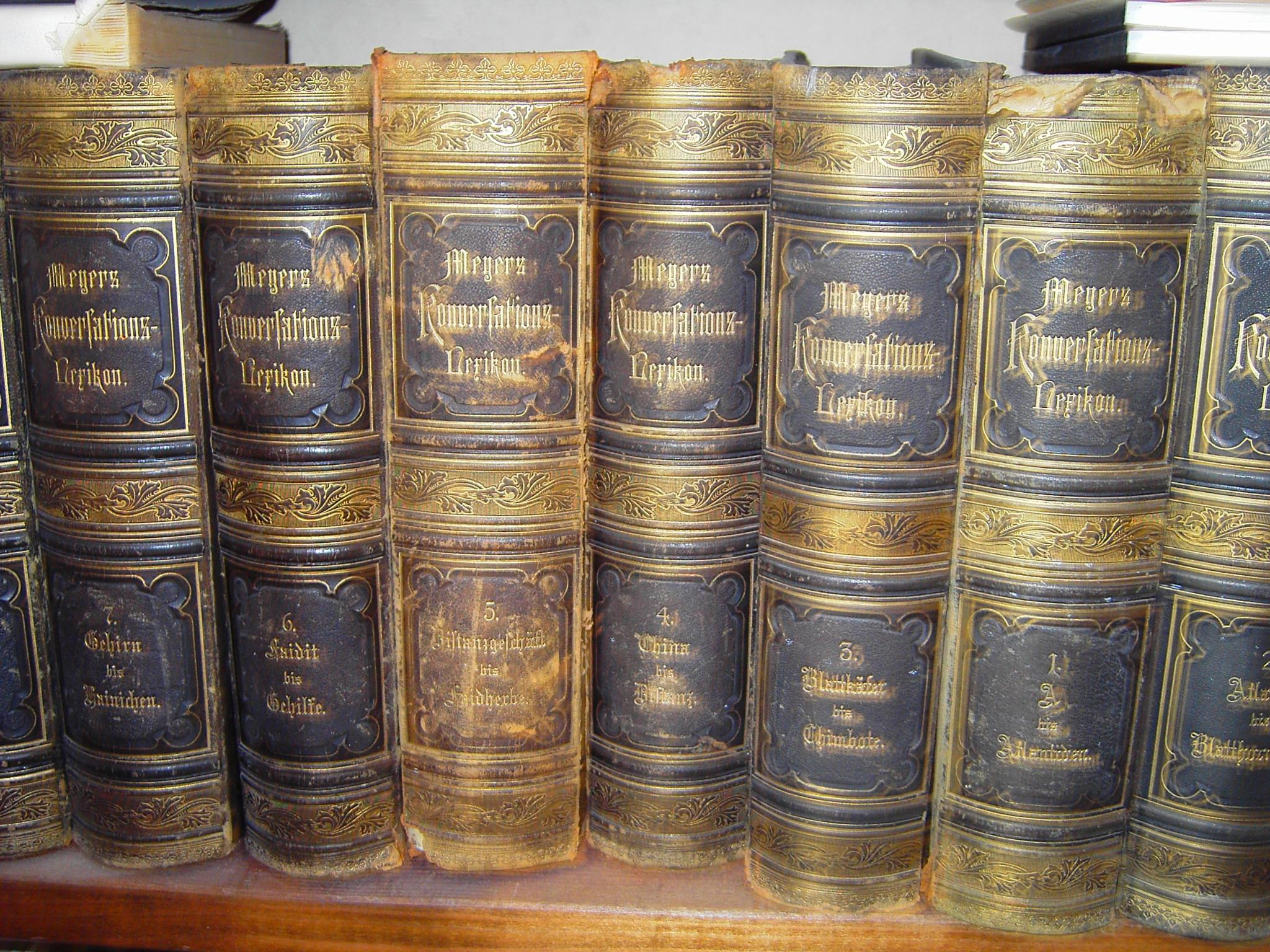
Il Meyers Konversations-Lexikon, 1885

Il Brockhaus Konversations-Lexikon fu pubblicato a Lipsia dal 1796 al 1808 in 6 volumi. Parallelamente ad altre enciclopedie del XVIII secolo, l'ambito fu espanso oltre quello delle precedenti pubblicazioni, nello sforzo di essere onnicomprensivo. Ma l'opera non era intesa per un uso scientifico, bensì per divulgare i risultati delle ricerche e delle scoperte in una forma semplice e popolare senza eccessivi dettagli. Questo formato, in contrasto con quello dell'Encyclopædia Britannica, fu ampiamente imitato da successive enciclopedie del XIX secolo in Gran Bretagna, negli Stati Uniti, in Francia, in Spagna, in Italia e in altri paesi. Delle enciclopedie che ebbero una certa influenza tra la fine del XVIII secolo e l'inizio del XIX, l'enciclopedia Brockhaus è forse la più simile, nella forma, alle enciclopedie moderne.

### Ottocento
I primi anni del XIX secolo videro il fiorire di enciclopedie pubblicate in Europa e in America. In Francia non fu ripubblicata l'Encyclopédie. Il suo posto fu riempito prima dall'Encyclopédie Méthodique ordinata per materie in 157 volumi più 53 di tavole, edita dallo stesso Panckoucke fra il 1782 e il 1832, e poi dalla Encyclopédie moderne. Dictionnaire abregé des sciences, des lettres, des arts, de l'industrie, de l'agriculture et du commerce in 30 volumi pubblicata dall'editore Firmin Didot di Parigi nel 1853. In Germania fra il 1839 e il 1855 apparve Das große Conversations-Lexicon für die gebildeten Stände in 52 volumi curata da Joseph Meyer di Gotha, che è rimasta l'enciclopedia più prestigiosa in tedesco. In Inghilterra la Rees's Cyclopædia in 39 volumi (Londra e Filadelfia 1802–1819) conteneva una mole di informazioni riguardanti la rivoluzione industriale e scientifica dell'epoca. Una caratteristica di queste pubblicazioni era l'alta qualità delle illustrazioni fatte da incisori e disegnatori specializzati.

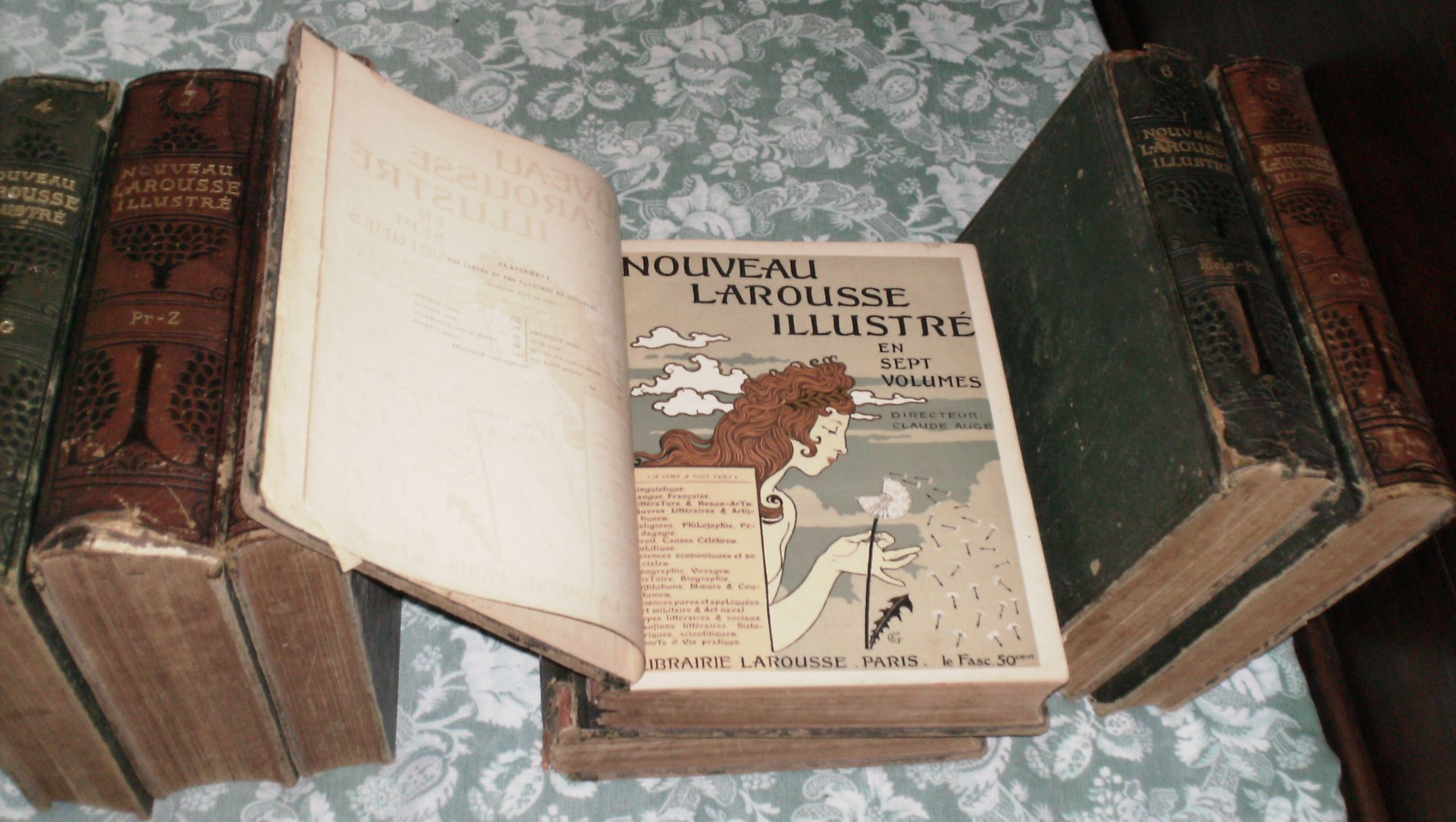
Nouveau Larousse illustré

Il Grand dictionnaire universel du XIXe siècle in 17 volumi e i suoi supplementi furono pubblicati in Francia da Pierre Larousse fra il 1866 e il 1890. La casa editrice Larousse sarebbe rimasta la più famosa casa editrice francese di opere enciclopediche. Fra il 1898 e il 1907 vide la luce il Nouveau Larousse illustré. Fra il 1960 e il 1964 uscì il Grand Larousse Encyclopédique in 10 volumi. e infine nel 1971-1978 è uscita la Grande Encyclopédie Larousse in 21 volumi.
Accanto a queste grandi opere, la crescita dell'educazione popolare e gli Istituti Industriali, spinti dalla Società per la Diffusione della Conoscenza Utile, portarono alla produzione della Penny Cyclopædia (1833-1846) che, come il suo titolo suggerisce, fu distribuita in numeri settimanali al costo di un penny come un giornale. Questo modello delle enciclopedie a dispense, accessibile ai ceti medio-bassi, fu imitato in tutta Europa. In Italia l'enciclopedia di questo tipo che ebbe maggiore diffusione fu l'Enciclopedia Popolare Sonzogno pubblicata a cavallo fra Ottocento e Novecento.
A metà dell'Ottocento il numero delle enciclopedie aumentò nettamente, in quanto nelle maggiori lingue cominciarono ad apparire nuove opere in concorrenza fra di loro e di diversi formati.
Inoltre iniziarono ad essere pubblicate enciclopedie anche in altre lingue.
In proposito si possono citare l'Enciclopedia moderna pubblicata a Madrid nel 1851-1855 in 37 volumi; il Winkler Prins in olandese del 1870-1882; il Nordisk familjebok in lingua svedese edito nel 1876-1899 che era costituito da 20 volumi; il Salmonsens Konversationsleksikon in danese del 1893-1907 in 26 volumi; e infine il Dizionario Enciclopedico Brockhaus ed Efron in ben 86 volumi, pubblicato fra il 1890 e il 1907 in russo.

### Novecento

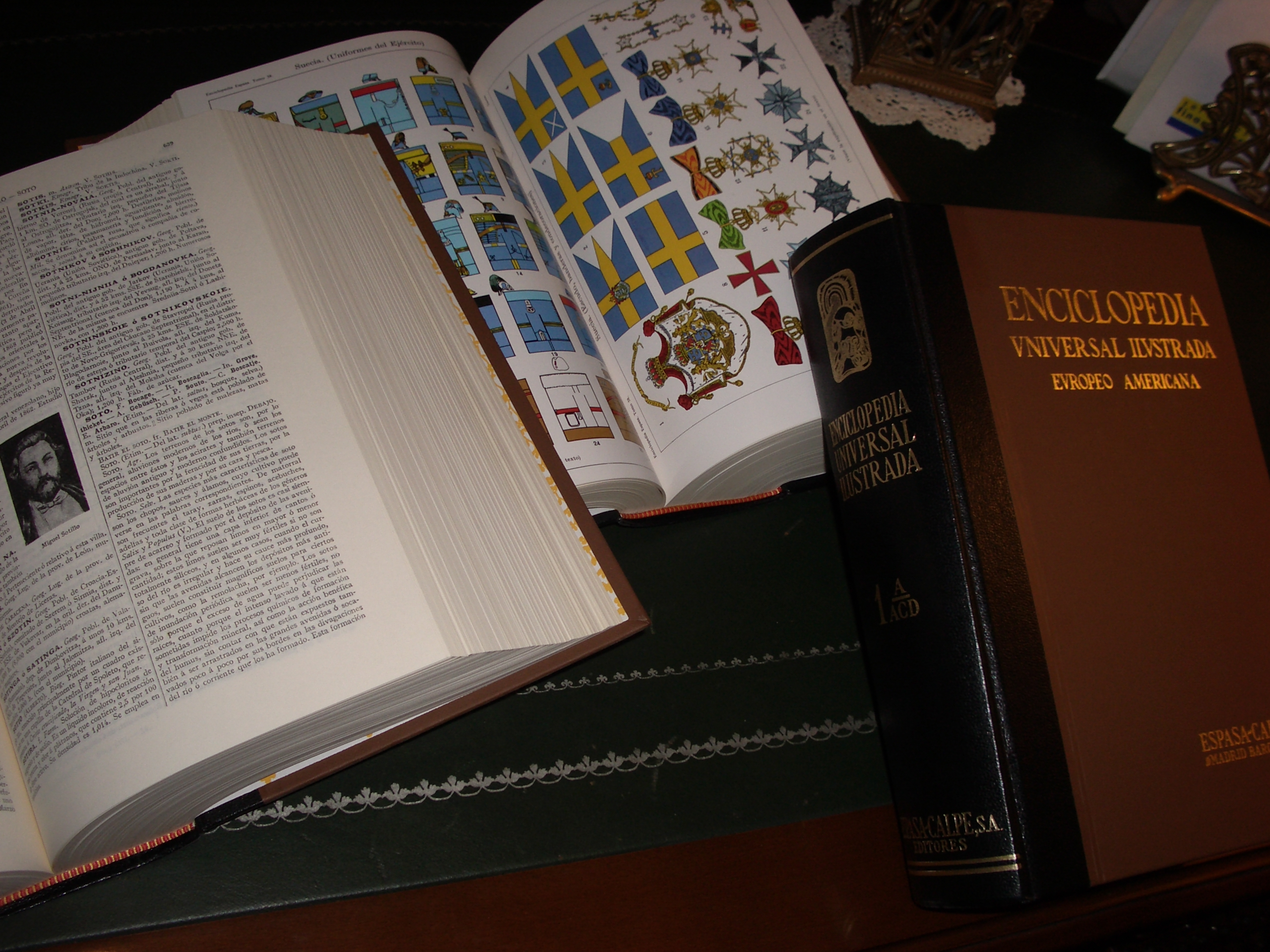
Tre volumi dell'Espasa

Nel 1911 fu pubblicata l'undicesima edizione dell'Enciclopedia Britannica, che viene generalmente considerata la migliore edizione di questa longeva enciclopedia. Questa edizione ha anche segnato il passaggio della redazione da Edimburgo a Chicago.
Nel frattempo la casa editrice Espasa di Barcellona aveva iniziato la pubblicazione della sua Enciclopedia universal ilustrada europeo-americana (1908-1930). Essa si compone di 70 volumi più numerose appendici di aggiornamento e indici. Tuttora ristampata, si vanta di essere la più estesa enciclopedia moderna e rimane l'enciclopedia di riferimento in lingua spagnola.
Nel 1917 venne pubblicata a Chicago la prima edizione della World Book Encyclopedia. Attualmente questa enciclopedia, molto popolare nei paesi anglosassoni, conta 22 volumi ed è secondo l'editore l'enciclopedia su carta più venduta al mondo. Nel 1961 venne pubblicata un'edizione per non vedenti in caratteri Braille.
La Grande enciclopedia sovietica pubblicata a partire dal 1926 in tre distinte edizioni, rispettivamente di 65, 50 e 30 volumi, rappresentò l'enciclopedia di riferimento del mondo marxista e fu perciò tradotta anche in inglese e greco.
Nello stesso periodo in Italia si iniziò a pensare alla creazione di un'enciclopedia universale, sul modello di quelle inglesi e francesi, ma i primi tentativi non furono coronati da successo. Nel 1925 fu fondato a Roma l'Istituto dell'Enciclopedia Italiana intitolato a Giovanni Treccani per la realizzazione dell'Enciclopedia Italiana di scienze, lettere ed arti; il filosofo Giovanni Gentile fu nominato direttore scientifico e si dedicò ad invitare e coordinare studiosi italiani di tutti i campi e di tutti gli orientamenti per la realizzazione dell'opera. Numerosi e importanti furono i contributi, tra tutti si ricordano Enrico Fermi per la fisica e Guglielmo Marconi per le telecomunicazioni; quest'ultimo nel 1933 assunse la presidenza dell'Istituto Treccani. La prima edizione dell'opera fu completata, a livello redazionale, nel 1937. Le voci dell'Enciclopedia furono pubblicate negli opuscoli della Biblioteca della Enciclopedia Italiana tra il 1932 e il 1943.
Altra opera di particolare rilievo in Italia fu quella della casa editrice UTET, che nel periodo 1933-'39 pubblicò il Grande Dizionario Enciclopedico, fondato dal prof. Pietro Fedele, pubblicata inizialmente in dieci volumi e periodicamente aggiornata fino alla quarta edizione (1984-'91).
Nel 1936 apparve l'Enciclopedia Bompiani in due volumi, che divenne la più popolare enciclopedia italiana per famiglie per alcuni decenni, e che nelle edizioni del dopoguerra aumentò gradualmente di dimensioni.
Fra il 1935 e il 1960 venne pubblicata a Lisbona e Rio de Janeiro la Grande enciclopédia portuguesa e brasileira in 40 volumi, che rimane la maggior enciclopedia in lingua portoghese.
Nel 1952, la Federico Motta Editore pubblica in Italia la prima edizione dell'omonima enciclopedia universale. 
Nel 1962 nacque la Wielka Encyklopedia PWN. A partire dal 2001 è uscita la nuova edizione post-comunista, che rappresenta tuttora la enciclopedia di riferimento in polacco.

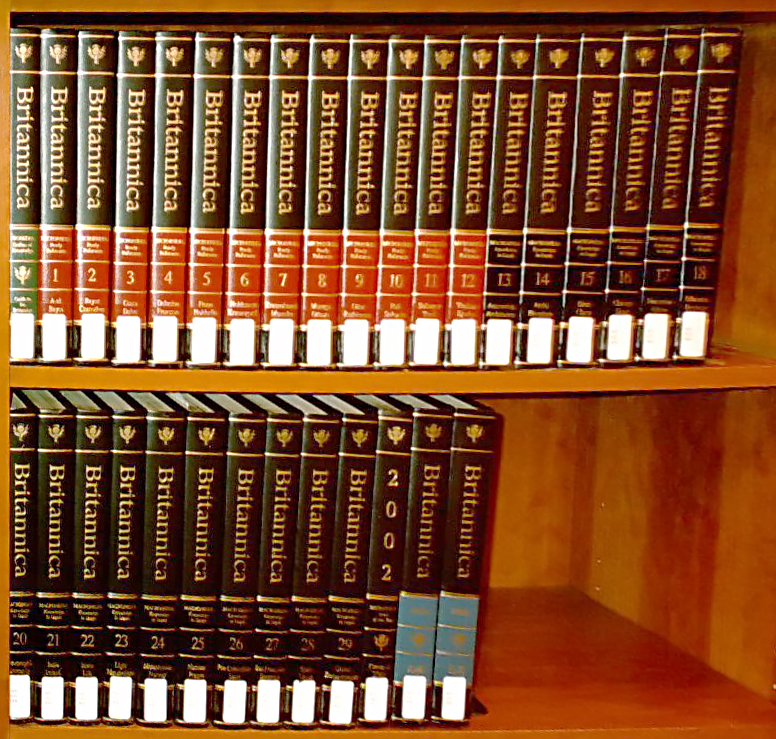
15ª edizione dell'Encyclopaedia Britannica divisa in Micropædia (dorso rosso) e Macropædia (dorso scuro).

Negli anni sessanta il raggiunto benessere da parte della maggioranza degli italiani e l'espansione dell'obbligo scolastico alla scuola media ampliarono grandemente il mercato delle enciclopedie. In particolare ritornarono in voga le enciclopedie a fascicoli, ora indirizzate soprattutto ai ragazzi in età scolare, fra le quali la più famosa fu Conoscere pubblicata dalla Fratelli Fabbri Editori. Nel 1962 nacquero anche le Garzantine, che rappresentarono un nuovo modello di enciclopedia per famiglia, tuttora popolare. Nello stesso anno iniziò anche la pubblicazione dell'Enciclopedia Universo in 12 volumi a cura dell'Istituto Geografico De Agostini. La Rizzoli tradusse e integrò tra il 1966 e il 1970 l'enciclopedia francese della Larousse, venduta sempre a fascicoli o in abbonamento, come Rizzoli-Larousse, fino al 2000. Tale enciclopedia fu edita dal 1998 al 2003 anche in formato CD-ROM.
Alla fine degli anni settanta nacquero, invece, due opere che avevano l'ambizione di rappresentare un'alternativa all'Enciclopedia Treccani, sentita come ormai obsoleta da molti intellettuali: la Enciclopedia Einaudi del 1977 in 15 volumi, costruita per monografie intorno a poche parole chiave, e la Enciclopedia Europea Garzanti del 1979 in 12 volumi.
Negli stessi anni in Francia si sentì il bisogno di un'enciclopedia che competesse con le maggiori enciclopedie mondiali, in particolare con la Britannica. E proprio con una compartecipazione di questa istituzione fra il 1968 e il 1975 venne pubblicata l'Encyclopædia Universalis in francese, la cui edizione più aggiornata, la sesta, è quella del 2009 in 30 volumi.
Nel corso del Novecento si sono inoltre affermate molte autorevoli enciclopedie relative a particolari ambiti culturali. Fra le più famose si possono citare la Catholic Encyclopedia, l'Encyclopaedia Judaica, l'Encyclopædia of Islam e la Realencyclopädie der classischen Altertumswissenschaft edita da August Friedrich Pauly e successivamente da Georg Wissowa.
Le enciclopedie sono essenzialmente derivate da materiale già esistente e, particolarmente nel XIX secolo, erano comuni tra gli editori gli atti di plagio indiscriminato. Le moderne enciclopedie non sono tuttavia meri compendi di sempre maggiori dimensioni, che includono tutto ciò che è venuto prima: per fare spazio agli argomenti moderni, doveva essere regolarmente scartato del materiale prezioso per un uso storico, quantomeno prima dell'avvento delle enciclopedie digitali e in particolare quelle sul web, che non dipendono da un supporto fisico per la distribuzione. Inoltre le opinioni e la visione del mondo di una particolare generazione possono essere osservate nel modo di scrivere un'enciclopedia in un determinato momento storico; per queste ragioni le vecchie enciclopedie sono un'utile fonte di informazioni storiche, in particolare per registrare i cambiamenti nel campo scientifico e tecnologico.

### Era digitale
L'introduzione della tecnologia digitale - l'inizio dell'era digitale negli anni settanta - comportò un ammodernamento delle tecniche di composizione e stampa, ma non rivoluzionò immediatamente il settore delle enciclopedie, che continuarono a essere stampate e distribuite su carta per i due decenni successivi. Per modificare radicalmente il medium fu necessario attendere che i personal computer si fossero diffusi e che le memorie di massa si fossero evolute fino a produrre un supporto abbastanza capiente da contenere l'ingente quantità di dati costituita da una enciclopedia, notevolmente maggiore quando al testo vengono associate immagini e contenuti multimediali come brani audio e video.
Fu infatti solo negli anni novanta del XX secolo che si iniziarono a pubblicare enciclopedie generaliste su CD-ROM (una tecnologia introdotta negli anni ottanta) da utilizzare con i personal computer casalinghi. L'edizione digitale dell'enciclopedia Grolier fu pioniera, mentre Encarta della Microsoft è stata il prodotto più importante e tipico di questa nuova tendenza, in quanto non aveva una edizione stampata. Le voci erano arricchite con contenuti multimediali audio e video così come con numerose immagini di alta qualità. Dello stesso tipo è l'enciclopedia multimediale Omnia De Agostini, in varie edizioni, suddivisa a seconda delle aree tematiche.
Un singolo CD-ROM non era tuttavia sufficientemente capiente per contenere i 12-20 volumi di una tradizionale enciclopedia generalista, incluse le immagini. Questo comportò inizialmente la necessità, da parte degli editori, di selezionare i contenuti da distribuire nell'edizione digitale rispetto a quella cartacea, in modo da fare spazio anche a immagini e contenuti multimediali, o in alternativa di distribuire l'enciclopedia su numerosi CD-ROM. La sostituzione del CD-ROM con il più capiente DVD-ROM come supporto permise in parte di superare il problema, ma è stato solo con la diffusione delle enciclopedie online che venne risolto definitivamente il problema dello spazio per lo stoccaggio dei dati, grazie alla diffusione del World Wide Web a partire dalla metà degli anni novanta.
Agli inizi del XXI secolo dunque un numero crescente di enciclopedie sono state rese fruibili anche per la consultazione on-line, che in genere veniva resa disponibile all'utente dietro registrazione e pagamento di un abbonamento. Negli anni successivi quasi tutte le maggiori enciclopedie smisero di essere pubblicate su carta.
Contrariamente a quanto era sempre accaduto nelle enciclopedie tradizionali, compilate da un certo numero di scrittori a contratto – in genere persone con una cultura accademica – la natura interattiva di Internet ha permesso nel primo decennio del XXI secolo la creazione di progetti quali Wikipedia, Everything2 e Open Site, detti "open content" - basati sul crowdsourcing, sulla collaborazione spontanea di un gran numero di utenti - che permettono a chiunque di espandere, rimuovere o modificare il loro contenuto. Wikipedia – la più grande enciclopedia mai scritta, nata nel 2001 – ha prodotto oltre 30 milioni di voci (aprile 2014) in più di 280 lingue il cui contenuto è pubblicato sotto una licenza copyleft, che ne consente la distribuzione e il riutilizzo a chiunque e per qualsiasi scopo.
Le voci di Wikipedia tuttavia non sono necessariamente sottoposte a revisione da parte di esperti e molte voci, in effetti, possono risultare banali o contenere errori di varia natura. Dubbi legittimi sono stati sollevati riguardo l'accuratezza delle informazioni raccolte in generale mediante progetti open source, anche se nel 2005 la rivista scientifica Nature ha effettuato uno studio comparativo tra voci scientifiche di Wikipedia e dell'Enciclopedia Britannica, in cui si rilevava un'analoga quantità di errori.
Nonostante queste critiche, la gratuità e facilità di consultazione delle enciclopedie open content, oltre al loro incessante aggiornamento, ha quasi completamente fatto uscire dal mercato le enciclopedie informatiche a pagamento, fra cui anche Encarta, la cui ultima edizione risale al 2009, e la stessa Omnia la cui ultima edizione risale al 2010.

### Enciclopedie mondiali congetturali: dalWorld Brainal World Wide Web
Già prima dell'avvento dell'informatica e di Internet, alcuni ipotizzarono che attraverso l'uso di nuove tecnologie si sarebbe potuta migliorare la diffusione della conoscenza creando nuove forme di enciclopedia. Tali idee rimasero in larga parte congetturali, ma ebbero una certa influenza.
Nel periodo tra la prima e seconda guerra mondiale, l'enciclopedia divenne un popolare strumento educativo. Nel campo culturale dell'internazionalismo, il pioniere della documentazione Paul Otlet ridefinì l'enciclopedia come un prodotto documentario e "multimediale".
Dagli inizi del Novecento Otlet lavorò con l'ingegnere Robert Goldschmidt alla memorizzazione dei dati bibliografici su microfilm (tecnica allora nota come "microfotografia"); alla fine del 1920 tentò con dei colleghi di creare una nuova forma di enciclopedia interamente stampata su microfilm, l'Encyclopedia Universalis Mundaneum.

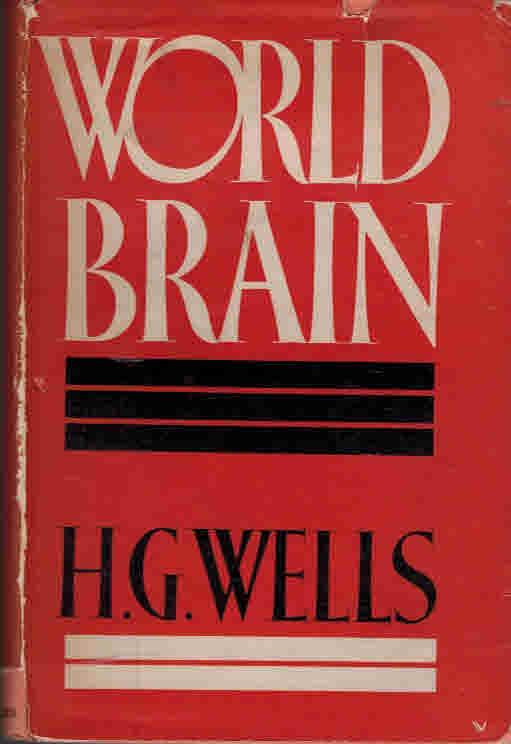
World Brain di H. G. Wells. Prima edizione, edita da Methuen & Co Ltd, Londra, 1938.

A partire dal 1936 un altro internazionalista, lo scrittore britannico H. G. Wells - rimasto noto per le sue opere di anticipazione scientifica a sfondo sociale - sviluppò l'idea di una nuova forma di enciclopedia: un "cervello mondiale" (World Brain), cui dedicò un libro nel 1938. Nelle idee di Wells, si trattava di nuova "enciclopedia mondiale", libera, sintetica, autorevole, permanente, che avrebbe aiutato i cittadini del mondo a fare il miglior uso delle risorse informative universali e reso il miglior contributo alla pace tra le nazioni. Uno degli obiettivi del congresso mondiale della documentazione universale, tenutosi a Parigi nel 1937, fu proprio quello di discutere le idee di Wells sul cervello mondiale e i loro metodi di attuazione.
Vannevar Bush, nel suo fondamentale saggio As We May Think del 1945, propose di creare una innovativa macchina ipertestuale, il Memex, affermando inoltre che "appariranno forme totalmente nuove di enciclopedia, già confezionate con una rete di percorsi associativi che le attraversano, pronte per essere immesse nel memex e ivi potenziate."
Bush, come prima di lui Otlet e Wells, ipotizzava di utilizzare i microfilm (la tecnologia più avanzata all'epoca per immagazzinare informazioni), ma nessuno dei tre poté vedere realizzate le sue idee.
Nel 1962, Arthur C. Clarke previde che la costruzione di quello che Wells aveva chiamato il "Cervello mondiale" si sarebbe svolta in due fasi, la prima delle quali sarebbe stata la costruzione della "Biblioteca mondiale" (World Library), che è fondamentalmente il concetto di Wells di un'enciclopedia universale accessibile a tutti da casa propria su terminali computerizzati; Clarke predisse che questa fase si sarebbe instaurata (almeno nei paesi sviluppati) entro il 2000; la seconda fase sarebbe stata la creazione di un supercomputer dotato di un'avanzata intelligenza artificiale (entro il 2100).
Alcuni autori di fantascienza hanno immaginato in varie forme la creazione di un'enciclopedia universale che raccogliesse le conoscenze e il sapere di una futura civiltà (umana o aliena) estesa su tutta la galassia, a partire appunto dall'Enciclopedia galattica di Isaac Asimov nei romanzi del ciclo della Fondazione, pubblicati dal 1951.
Negli anni novanta alcuni studiosi hanno visto il nascente World Wide Web come un'estensione del "cervello mondiale" a cui gli individui possono accedere tramite i personal computer, o lo sviluppo stesso del Web in un cervello globale. Richard Stallman nel 1999 dichiarò che "Il World Wide Web ha le potenzialità per svilupparsi in un'enciclopedia universale che copra tutti i campi della conoscenza", influenzando in seguito Nupedia, un progetto di enciclopedia online del 2000 da cui nacque l'anno successivo Wikipedia.

## Caratteristiche generali
L'illuminista francese Denis Diderot affermò che lo scopo dell'enciclopedia è:
(Diderot)
Le enciclopedie sono divise in voci, o lemmi, cui si accede solitamente in ordine alfabetico. Le voci di una enciclopedia sono più lunghe e più dettagliate di quelle dei dizionari; a differenza delle voci di un dizionario, che si concentrano sulle informazioni linguistiche sui termini, le voci di una enciclopedia si concentrano in genere su cose e concetti per illustrare il soggetto che dà il nome alla voce.
Gli elementi cardinali che definiscono i caratteri di un'enciclopedia sono quattro:
- la specificità e la settorialità degli argomenti trattati;
- la loro intertestualizzazione;
- il metodo d'organizzazione;
- i criteri di redazione delle voci.

### Enciclopedie generaliste ed enciclopedie specializzate
Le enciclopedie possono distinguersi in "generaliste" (o "universali"), contenenti voci di differenti e innumerevoli campi d'interesse (l'Enciclopedia Treccani e l'Enciclopedia Britannica sono tra gli esempi più noti), rivolte al pubblico più vasto, o possono essere specializzate in un unico campo di interesse, così come un'enciclopedia medica, scientifica, filosofica o poetica. Ci sono anche enciclopedie che coprono una grande varietà di argomenti e aspetti di una data cultura con una prospettiva oggettiva del gruppo etnico, politico o religioso, come la Grande enciclopedia sovietica, la Jewish Encyclopedia o la Catholic Encyclopedia.

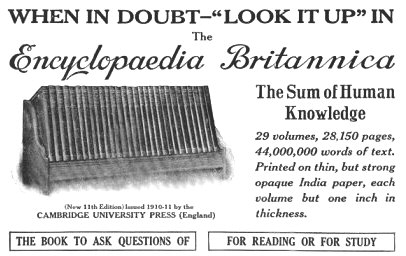
Trafiletto pubblicitario dell'Enciclopedia Britannica (1913).

Le opere enciclopediche hanno lo scopo di trasmettere le conoscenze più significative accumulate in relazione al soggetto in questione. Opere di questo tipo sono state pianificate e sono state tentate nel corso di maggior parte della storia umana, ma il termine enciclopedia è stato usato per la prima volta solo nel XVI secolo. Le prime enciclopedie generaliste che sono riuscite a essere sia autorevoli sia esaustive nella trattazione apparvero nel XVIII secolo. Ogni opera enciclopedica è, chiaramente, una versione sintetizzata di tutta la conoscenza, e le opere variano per vastità e per approfondimento. Il pubblico di destinazione può influenzare la trattazione: un'enciclopedia pensata per bambini, ad esempio, sarà più ridotta di una per gli adulti.

### Organizzazione dei contenuti
La disposizione sistematica del materiale è essenziale per rendere l'enciclopedia uno strumento di consultazione fruibile. Storicamente, si sono distinti due metodi di allestire le enciclopedie cartacee: il metodo alfabetico, che consiste in voci distinte, organizzate in base all'ordine alfabetico, o la disposizione in categorie ordinate gerarchicamente. Il primo metodo è quello a tutt'oggi maggiormente utilizzato, anche se la fluidità dei media elettronici consente delle possibilità di ricerca, rinvio e indicizzazione prima inimmaginabili. L'epigrafe di Orazio sulla prima di copertina della Encyclopédie del XVIII secolo trasmette efficacemente l'importanza della struttura di un'enciclopedia: '"Che grazia possono aggiungere agli argomenti banali il potere dell'ordine e del collegamento."
Le enciclopedie moderne sono in genere dotate di un indice analitico (come la Encyclopædia Britannica Eleventh Edition) per facilitare la ricerca dei contenuti.
L'attuale multimedialità ha esercitato una crescente influenza nella raccolta, verifica, sintesi e presentazione di ogni genere di informazione. Progetti come Wikipedia (gratuita) e Encarta (a pagamento) sono esempi di nuove forme di enciclopedia, che rendono il reperimento di informazioni più semplice e immediato.
L'enciclopedia, per come la conosciamo oggi, si è sviluppata dal dizionario nel corso del XVIII secolo. Un dizionario si concentra in primo luogo sulle parole e sulle loro definizioni e solitamente fornisce poche informazioni sul contesto in cui esse vengono usate e su come esse entrino in contatto con altri settori del sapere. Tuttavia alcune opere che hanno nel titolo "dizionario" in pratica risultano spesso più simili ad un'enciclopedia, specialmente quelle che trattano ambiti settoriali.
Le enciclopedie spesso contengono anche numerose illustrazioni e carte geografiche, oltre che bibliografie e statistiche.

## Formati

### Enciclopedie digitali

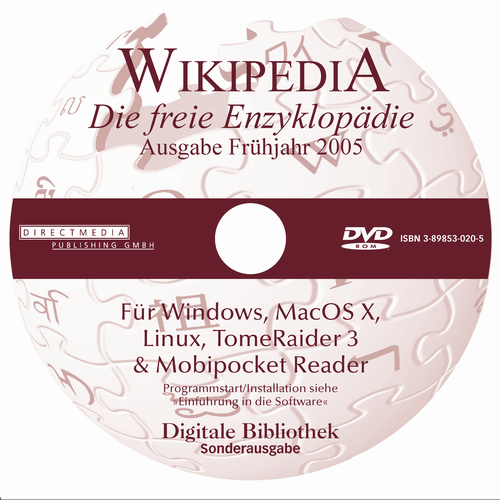
Un supporto digitale (DVD) di Wikipedia, enciclopedia online multilingue che si ispira al metodo scientifico e al punto di vista neutrale

La struttura di un'enciclopedia e il suo essere in naturale evoluzione sono proprietà particolarmente adatte a un formato per computer, fruibile su supporti di memorizzazione locale o in rete; di conseguenza tutte le maggiori enciclopedie stampate hanno adottato uno o più di questi metodi di distribuzione entro la fine del XX secolo. Tali pubblicazioni (basate prima su supporti CD-ROM e poi su DVD) hanno il vantaggio di essere prodotte a basso costo ed essere facilmente trasportabili; al contrario della forma stampata in genere includono contenuti multimediali, quali animazioni, registrazioni audio e registrazioni video. Un altro significativo beneficio di questa nuova forma è costituito dai collegamenti ipertestuali tra voci concettualmente legate tra loro, il che permette di rendere assai più rapida la consultazione. Le enciclopedie consultabili in rete hanno tutti questi vantaggi, con quello aggiuntivo di essere (potenzialmente) dinamiche: nuove informazioni possono essere mostrate quasi immediatamente, piuttosto che dover attendere la successiva pubblicazione su un supporto fisico. In più, con il procedere delle opportunità tecniche, si prestano ad agevoli traduzioni in tutte le lingue.
Per fornire aggiornamenti tra le nuove edizioni numerose enciclopedie su carta pubblicavano tradizionalmente dei supplementi annuali, come soluzione parziale al problema del mantenersi aggiornate, ma questo metodo richiedeva ovviamente al lettore lo sforzo aggiuntivo di verificare le voci sia sui volumi originali che sui supplementi annuali. Alcune enciclopedie basate su formato digitale e consultabili attraverso un personal computer offrono la possibilità di aggiornamenti online, sulla base di una registrazione a pagamento; in questo caso gli aggiornamenti sono integrati con il contenuto già disponibile.
L'informazione in un'enciclopedia stampata necessita di una qualche forma di struttura indicizzata. Tradizionalmente il metodo impiegato è quello di presentare le informazioni ordinate alfabeticamente secondo il titolo della voce. Tuttavia, con l'avvento dei formati dinamici digitali, la necessità di imporre una struttura predeterminata è teoricamente venuta meno. Nondimeno, la maggior parte delle enciclopedie in formato digitale offre un insieme di strategie di organizzazione delle voci, ad esempio per area di categorizzazione dell'oggetto o per ordine alfabetico. La Rete ha offerto infine la possibilità di sperimentare nuove modalità di interazione con il lettore, sino al punto di renderlo compartecipe della redazione dei contenuti, come nel caso della giovane e pur promettente Wikipedia.